# Сторожевка (Саратовская область)
Сторожевка — село в Татищевском районе Саратовской области, центр Сторожевского муниципального образования.

## История

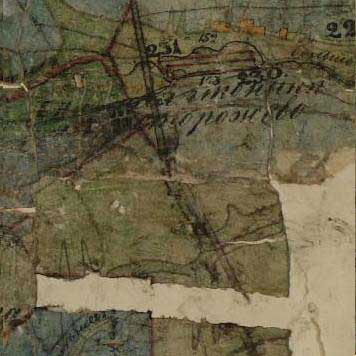
Фрагмент карты Плана генерального межевания 1798 г

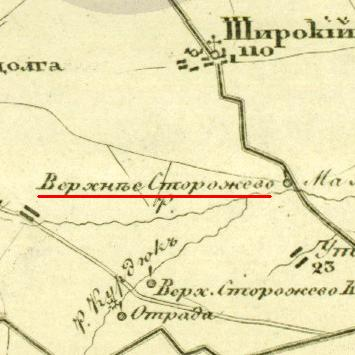
Фрагмент карты Шуберта 1844 г.

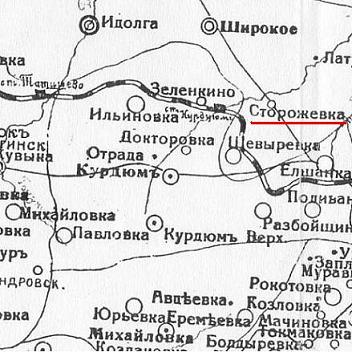
Фрагмент карты из книги «Списки населённых мест Саратовской губернии» 1911 г.

Первое упоминание населённого пункта относится к 1800 году. 
В ново-населённой деревне Сторожевке: Титулярного советника Николая Сторожева — 15 душ, Майора Платона Сторожева — 10 душ.
В 1862 году деревня владельческая — 34 двора, м.п.-114, ж.п — 117. Всего — 231.
В 1911 году в составе Широкинской волости, 1 мужская церковная школа, 1 земская школа,1 с/х общество (бывшие Буркова) — 41 дворов, м.п. — 118, ж.п. — 122. Всего — 240 человек.

## Население
| 1862 | 1911 | 2002  | 2010  | 2021  |
| ---- | ---- | ----- | ----- | ----- |
| 231  | ↗240 | ↗3380 | ↗3419 | ↘3276 |